# پرنوشی
پرنوشی (به انگلیسی: Polydipsia) یا استسقاء یعنی عطشی که حتی با نوشیدن بسی آب هم بر طرف نشود.

## علل
پرنوشی می‌تواند تظاهرِ تشخیصیِ دیابت و اغلب به عنوان یک نشانه اولیه باشد. این بیماری همچنین در موارد دیابت کنترل نشده مشاهده می‌شود، که بعضی اوقات نتیجه عدم پایبندی بیمار به داروهای ضد دیابت است.
علت دیگر استسقاء بیماری خیز می باشد که مایعات در شکم جمع می‌شود و مریض بسیار آب می نوشد. همه بدن متورم و سست می باشد. غذا درست هضم نمی‌شود و ادرار به رنگ سفید درمی‌آید، این بیماری بیشتر همراه با بیماری قلب و کبد بوده و شکم متورم و بزرگ می باشد.
کم شدن مایعات بدن، عرق کردن زیاد، استفراغ، اسهال، تب، گُرگرفتگی، آفتاب سوختگی، رژیم غذایی، داروهای استروئیدی و احتمالاً بیماری قند در بزرگسالان باشد، شخص مبتلا به این بیماری (تشنگی) عطش زیاد برای خوردن آب دارد.
برخی عوامل دیگر عبارتند از:
- کاهش حجم خون مثلاً ناشی از خونریزی
- هیپوکالمی
- دیابت بیمزه
- مصرف مدرها

مسمومیت با آنتی کولینرژیک ها
- پرنوشی روانی(اولیه)
- افزایش اسمولاریتی مایع خارج سلولی.